# Clive Barker
Clive Barker (* 5. října 1952, Liverpool) je přední anglický spisovatel žánru hororu a dark fantasy. Známý je rovněž jako filmový scenárista a režisér.

## Život
Clive Barker se narodil roku 1952 v Liverpoolu, kde také na místní univerzitě vystudoval literaturu a filozofii. V jedenadvaceti letech se odstěhoval do Londýna a zde založil divadelní společnost The Dog Company, jejíž repertoár se skládal z jeho her, které také sám režíroval a ve kterých i hrál. Tyto hry, například The History of the Devil (Historie ďábla), Frakenstein in Love (Zamilovaný Frankenstein) nebo Colossus (Kolos) o španělském malíři Goyovi, byly později souborně vydány v knize Pandenomium.
Fantastické, erotické a hororové motivy, které Barker ve svých divadelních hrách využíval, se brzy staly základem jeho prozaické tvorby. Poprvé je využil v prvních třech povídkových Knihách krve (The Book of Blood 1, 2 a 3) z roku 1984, které však neměly ve Velké Británii příliš velký ohlas. Teprve jejich publikování v USA a následně vydání prvního románu Damnation Game (Věčné zatracení) roku 1985 z něj udělalo známého autora.
Z důvodů své permanentní práce ve filmu se Clive Barker přestěhoval do Kalifornie, kde žije se svým partnerem fotografem Davidem Armstrongem a jeho dcerou. Kromě psaní je jeho další velkou zálibou malování obrazů, které s úspěchem vystavuje v nejrůznějších galeriích.
Ač není členem žádné církve a organizované náboženství, zejména katolický klérus, zahrnuje kritikou, pokládá se za „trochu zvláštního věřícího“. Zdůrazňuje individuální chápání víry a bible, v otázce "zvláštnosti" své víry se srovnává s Williamem Blakem. Bibli popisuje jako „mohutné, vrstevnaté, bohaté, moudré, temné, nebezpečné a nejednoznačné mistrovské dílo. Je to směs drogových snů, poezie, historie, násilí a krásy. Je to nejvýznamnější zdroj porozumění a vypravěčství, s jakým jsem se kdy setkal.“

## Dílo
V současné době je Clive Barker autorem čtrnácti románů, několika sbírek povídek a filmových scénářů. Díky svému vynikajícímu vypravěčskému stylu a úžasné představivosti patří ve svém žánru mezi nejoriginálnější tvůrce, v jehož knihách dochází k dokonalé směsi hororové hrůzy a erotiky. Stephen King se rozhodně nemýlil, když o něm kdysi prohlásil: "Viděl jsem budoucnost hororu, jmenuje se Clive Barker."

### Povídkové sbírky
- Book of Blood 1 (1984, První kniha krve),
- Book of Blood 2 (1984, Druhá kniha krve),
- Book of Blood 3 (1984, Třetí kniha krve),
- Book of Blood 4 (1985, Čtvrtá kniha krve), v USA vydáno jako The Inhuman Condition,
- Book of Blood 5 (1985, Pátá kniha krve), v USA vydáno jako In the Flesh,
- Book of Blood 6 (1985, Šestá kniha krve),
- The Essential Clive Barker (2000),
- Visions of Heaven and Hell (2006, Vize nebe a pekla),

### Romány a novely
- The Damnation Game (1985, Prokletá hra, česky jako Věčné zatracení),
- The Hellbound Heart (1986, Srdce propadlé peklu, česky jako Hellraiser),
- Weaveworld (1987, Utkaný svět),
- Cabal (1988),
- The Great and Secret Show (1989, Velké a tajné show), první Kniha umění (Book of the Art),
- Imajica (1991, Imagika), česky též jako Imajika,
- The Thief of Always (1992, Zloděj duší),
- Everville (1994), druhá Kniha umění (Book of the Art),
- Sacrament (1996, Mysterium),
- Galilee (1998, Galilea),
- Coldheart Canyon (2001),
- Tortured Souls (2001, Mučené duše),
- Abarat (2002), první kniha z cyklu Abarat,
- Abarat: Days of Magic, Nights of War (2004, Abarat: Magické dny, krvavé noci), druhá kniha z cyklu Abarat,
- Mister B. Gone (2007),
- Mr. Maximillian Bacchus And His Travelling Circus (2009).

### Divadelní hry
- Pandemonium (1991), souborné vydání raných autorových divadelních her,
- Incarnations (1995, Inkarnace), soubor tří Barkerových divadelních her,
- Forms of Heaven (1996, Formy pekla), další soubor tří Barkerových divadelních her.

## Clive Barker jako filmový režisér
Své první filmy natočil Clive Barker ještě jako student na liverpoolské univerzitě se svými spolužáky. Jedná se o krátkometrážní amatérské snímky Salome (1973) podle dramatu Oscara Wilda a The Forbidden (1978) na faustovské téma.
Poté, co byly podle jeho názoru velmi nezdařile zfilmovány dvě jeho povídky Underworld (1985) a Rawhead Rex (1987, Král Syrohlav), rozhodl se Barker roku 1987 natočit svůj vlastní film podle své novely The Hellbound Heart (Srdce propadlé peklu). Výsledkem byl dnes již kultovní filmový horor Hellraiser. Pro jeho komerční úspěšnost byly jinými režiséry dotočeny další tři pokračování, které však již úrovně prvního dílu nedosáhly.
Clive Barker se dodnes jako režisér a scenárista podílel na devíti filmech a další byly natočeny na motivy jeho děl.

### Vlastní scénář a režie
- Salome (1973), Velká Británie, krátkometrážní amatérský film podle povídky Oscara Wilda.
- The Forbidden (1978), Velká Británie, krátkometrážní amatérský film na faustovské téma.
- Hellraiser (1987), Velká Británie, podle vlastní novely The Hellbound Heart (Srdce propadlé peklu).
- Nightbreed (1990, Plod noci) USA, podle vlastního románu Cabal.
- Lord of Illusions (1995, Pán kouzel), USA, podle vlastní povídky The Last Illusions (Poslední iluze) z roku 1986.
- Tortured Souls (2009, Mučené duše), USA, podle vlastní stejnojmenné novely.

### Náměty a scénáře
- Rawhead Rex (1987, Král Syrohlav), Velká Británie, režie George Pavlou, natočeno podle Barkerova scénáře.
- Hellbound: Hellraiser II (1988), Velká Británie, režie Tony Randel, scénář podle Barkerova námětu.
- Candyman (1992), USA, režie Bernard Rose, natočeno podle Barkerova námětu.
- Candyman: Farewell to the Flesh, (1995), USA, režie Bill Condon, scénář podle Barkerova námětu.
- Candyman: Day of the Dead, (1999), USA, režie Turi Meyer, scénář podle Barkerova námětu.

### Filmové adaptace
- Underworld (1985), Velká Británie, režie George Pavlou, v USA je film uváděn po názvem Transmutations, zfilmovaná Barkerova povídka.
- Rawhead Rex (1987, Král Syrohlav), Velká Británie, režie George Pavlou, zfilmovaná Barkerova povídka.
- Hellraiser III: Hell on Earth (1992, Hellraiser III: Peklo na Zemi), USA, režie Anthony Hickox, scénář využívá pouze motivy z Barkerova díla.
- Hellraiser: Bloodline (1996), USA, režie Kevin Yagher a Joe Chapelle, scénář využívá pouze motivy z Barkerova díla.
- Book of Blood (2008), Velká Británie, režie John Harrison, Úvodní povídka z prvního dílu Knih Krve "Mrtví mají své dálnice (orig. The Book of Blood)".
- Midnight Meat Train (2008), USA, režie Ryuhei Kitamura, Podle povídky "Midnight Meat Train".

## Česká vydání
- První kniha krve, Laser, Plzeň 1994, přeložil Ivar Tichý,
- Cabal, Mustang, Plzeň 1995, přeložil Karel Matásek,
- Imagika 1, Mustang, Plzeň 1995, přeložila Miluš Kotišová,
- Imagika 2, Mustang, Plzeň 1995, přeložila Miluš Kotišová,
- Věčné zatracení, Mustang, Plzeň 1995, přeložila Lenka Sedláčková,
- Zloděj duší, Mustang, Plzeň 1995, přeložila Milena Turbová,
- Hellraiser, Mustang, Plzeň 1996, přeložili Pavel Dufek a Iva Harrisová, obsahuje též povídku Věk touhy ze Čtvrté knihy krve,
- Velké a tajné show, Mustang, Plzeň 1997, přeložila Lenka Sedláčková, první kniha ze série Knihy umění,
- Druhá kniha krve, Laser, Plzeň 1997, přeložil Ivar Tichý,
- Everville, Mustang, Plzeň 1997, přeložila Lenka Sedláčková, druhá kniha ze série Knihy umění,
- Mysterium, Neokortex, Praha 1998, přeložil Jiří Dejl,
- Třetí kniha krve, Laser, Plzeň 2001, přeložil Ivar Tichý,
- Utkaný svět, Laser, Plzeň 2004, přeložil Milan Žáček,
- Abarat, BB art, Praha 2004, přeložila Adéla Bartlová, první kniha z cyklu Abarat,
- Abarat: Magické dny, krvavé noci, BB art, Praha 2005, přeložila Adéla Bartlová, druhá kniha z cyklu Abarat,
- Čtvrtá kniha krve, Laser, Plzeň 2005, přeložil Milan Žáček,
- Galilea, Classic, Praha 2005, přeložila Ivana Drábková.
- Velké a tajné show, Classic, Praha 2006, přeložila Martina Švejdarová, první kniha ze série Knihy umění,
- Everville, Classic, Praha 2006, přeložila Martina Švejdarová, druhá kniha ze série Knihy umění,
- Coldheart canyon, Classic, Praha 2006, přeložila Ivana Drábková,
- Imajika, Classic, Praha 2007, přeložila Ivana Drábková,
- Knihy krve 1 - 3, Beta-Dobrovský, Praha 2008, přeložil Ivar Tichý,
- Pane B., zmizte, Classic, Praha 2008, přeložila Ivana Drábková,
- Věčné zatracení, Beta-Dobrovský, Praha 2009, přeložila Adéla Bartlová,
- Knihy krve 4 - 6, Beta-Dobrovský, Praha 2009, přeložil Milan Žáček.
- Abarat: Absolutní půlnoc, BB art, Praha 2012, přeložila Adéla Bartlová, třetí kniha z cyklu Abarat.